# Gunnar Höjer
Gunnar Fredrik Höjer (ur. 27 stycznia 1875 w Norrköping, zm. 13 marca 1936 w Haparandzie) – szwedzki gimnastyk.

## Życiorys
Na Igrzyskach wystąpił w ich letniej edycji z 1908 w Londynie, gdzie zdobył złoty medal w drużynowych zawodach gimnastycznych.